# Povos do Livro
Esta página contém alguns caracteres especiais e é possível que a impressão não corresponda ao artigo original.
Povo do Livro (em árabe: أهل الكتاب; romaniz.: 'Ahl al-Kitāb), bem como Seguidores dos livros Sagrados, é um termo islâmico que se refere a judeus, cristãos e sabianos e às vezes se aplica a membros de outras religiões, como zoroastristas.
O Alcorão usa o termo em referência a judeus, cristãos e sabianos em uma variedade de contextos, desde polêmicas religiosas a passagens enfatizando a comunidade de fé entre aqueles que possuem escrituras monoteístas. O termo foi posteriormente estendido a outras comunidades religiosas que caíram sob o domínio muçulmano, incluindo Sikhs, e até  hindus politeístas. Historicamente, essas comunidades estavam sujeitas à condição de dhimmi nos estados islâmicos.